# Kellyanne Conway

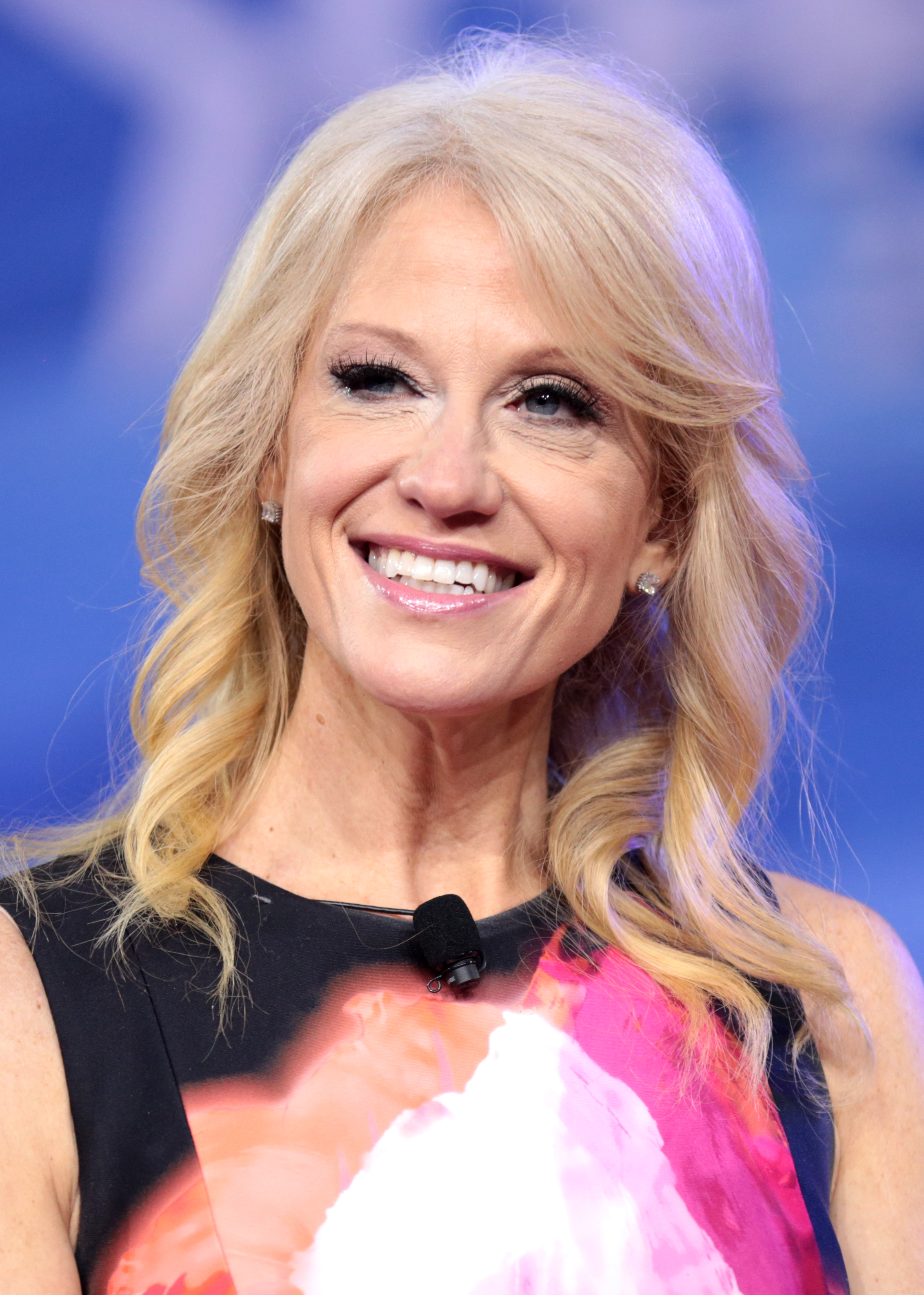
Kellyanne Conway im Februar 2017

Kellyanne Elizabeth Conway (geb. Fitzpatrick, * 20. Januar 1967 in Camden, New Jersey) ist eine US-amerikanische Juristin und Meinungsforscherin. Bekannt wurde sie als republikanische Wahlkampfstrategin. Bei der Präsidentschaftswahl in den Vereinigten Staaten 2016 war sie zunächst im Team von Ted Cruz, danach wurde sie Wahlkampfmanagerin von Donald Trump. Sie ist die erste Frau in der Geschichte der USA, die Leiterin eines erfolgreichen Präsidentschaftswahlkampfs war. Im Dezember 2016 ernannte Trump sie zu seiner Beraterin („Counselor to the President“). Im August 2020 kündigte sie ihren Rücktritt zum Ende des Monats an. Conway war vor ihrer Tätigkeit für Trump Vorstandsvorsitzende und Geschäftsführerin des von ihr gegründeten Meinungsforschungsinstituts The Polling Company Inc./Woman Trend. Mit dem 20. Januar 2017 trat sie vom Vorsitz zurück. Weltweit bekannt wurde sie durch den von ihr verwendeten Begriff "Alternative Fakten".

## Herkunft
Kellyanne Elizabeth Fitzpatrick wurde am 20. Januar 1967 in Camden, New Jersey als Tochter von Diane (geb. DiNatale) und John Fitzpatrick geboren. Ihr Vater war irischer Herkunft und besaß eine kleine Logistikfirma, ihre Mutter, die italienischer Abstammung war, arbeitete als Bankangestellte. Die Eltern ließen sich scheiden, als sie drei Jahre alt war.
Sie wurde von ihrer Mutter, der Großmutter und zwei unverheirateten Tanten in der Waterford Township in New Jersey erzogen und schloss ihre Schulbildung 1985 an der St. Joseph High School in Hammonton ab. Ihre Erziehung war katholisch geprägt.

## Studium
Am Trinity College, Washington, D.C. (jetzt Trinity Washington University) erwarb Conway ihren Bachelor of Arts in Politikwissenschaft mit dem Prädikat magna cum laude. Außerdem wurde sie in die Phi-Beta-Kappa-Verbindung aufgenommen. 1992 erwarb sie an der juristischen Fakultät der George Washington University den Abschluss des Juris Doctor with honors („mit Auszeichnung“).

## Karriere
Nach ihrem Universitätsabschluss arbeitete Conway als Assistentin des Richters Richard A. Levie am Obersten Gericht des District of Columbia. Vier Jahre lang arbeitete sie außerdem als adjunct professor an der juristischen Fakultät der George Washington University. Später war sie in der Meinungsforschung bei der Wirthlin Group, die den Republikanern nahesteht, und bei dem konservativen Demoskopen Frank Luntz beschäftigt.
1995 machte sie sich selbständig und gründete The Polling Company, eine Firma für Marktforschung. Mit WomanTrend, einer Abteilung dieser Firma, engagierte sie sich für Frauen sowie für Marken und Unternehmen wie Vaseline, American Express, Hasbro, ABC News, Major League Baseball und das Ladies' Home Journal.
Neben der Erhebung und Vermarktung von Umfrageergebnissen trat sie mit politischen Kommentaren in zahlreichen Fernsehsendern auf, darunter bei CNN, Fox News und Fox Business. Sie nahm als Gesprächspartnerin an politischen Sendungen wie Good Morning America, Real Time with Bill Maher, Meet the Press und Hannity teil. Im Jahr 2012 arbeitete sie für den Republikaner Todd Akin.

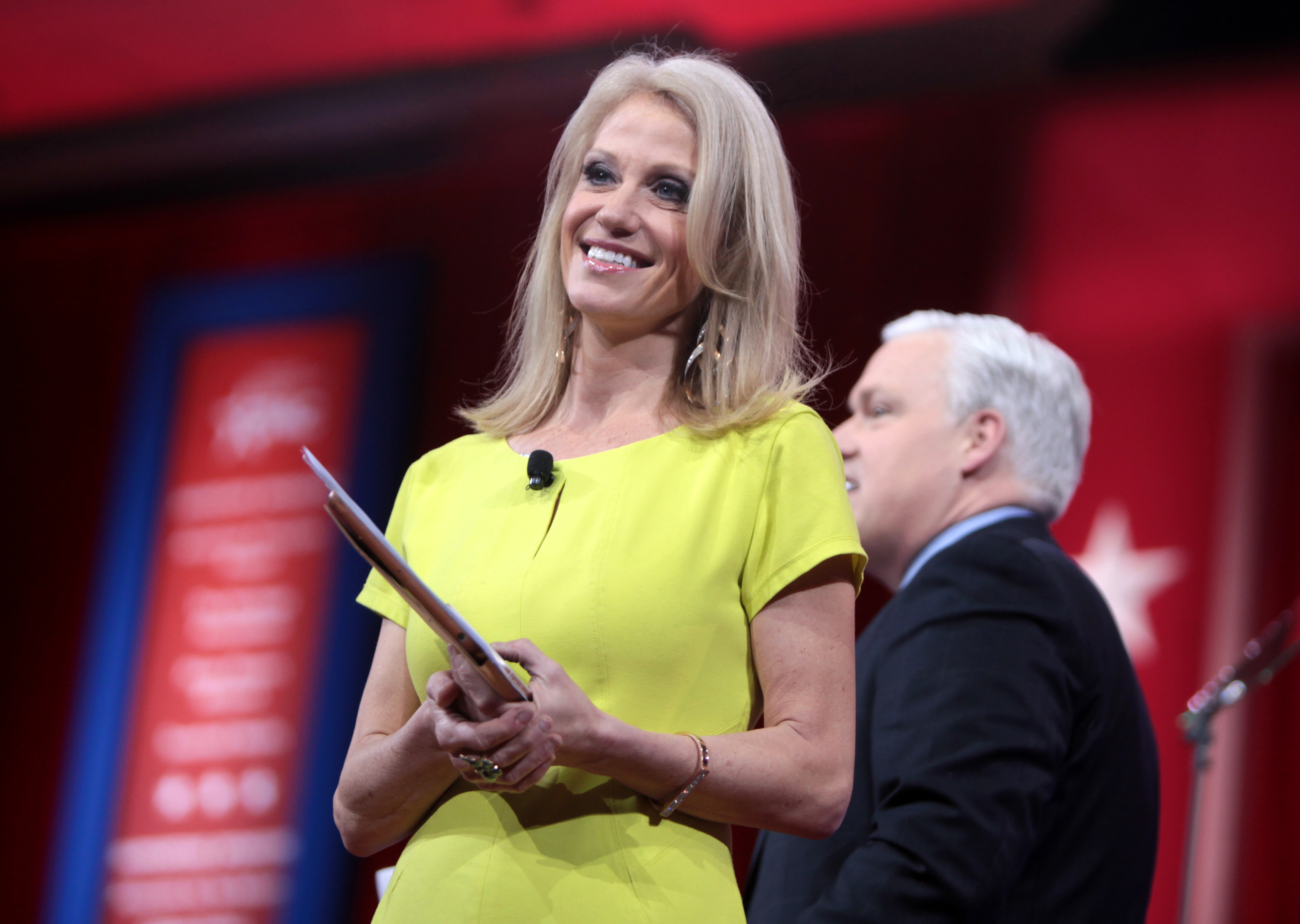
Kellyanne Conway im Februar 2015

Im August 2015 wurde Conway Leiterin des Super-PAC für den Präsidentschaftskandidaten Ted Cruz, das von dem Hedgefonds-Manager Robert Mercer finanziert wurde. Nachdem Donald Trump sich die Nominierung als Kandidat gesichert hatte, wurde das Komitee zum Make America Number 1 PAC (informell oft Defeat Crooked Hillary PAC) umbenannt und auf die Unterstützung Trumps ausgerichtet.
Am 1. Juli 2016 engagierte Trump Conway als Beraterin im Hinblick auf Wählerinnen. Bereits seit November 2015 hatte er mit Katrina Pierson eine Frau als Sprecherin für seine Wahlkampagne beschäftigt. Am 17. August 2016 wurde Conway Trumps leitende Wahlkampfmanagerin. Seit dessen Sieg gilt sie als erste Frau in Amerika, die erfolgreich eine Präsidentschaftskampagne geleitet hat. Nach dem Amtsantritt von Donald Trump wurde Conway als Beraterin in das Executive Office of the President of the United States berufen.
Ihren Rücktritt während des Wahlkampfs zur Präsidentschaftswahl 2020 begründete sie im August 2020 damit, mehr Zeit für ihre Familie haben zu wollen. Gleichzeitig zog sich ihr Mann, der Trump-Gegner George Conway, aus einer republikanischen Initiative gegen Trump zurück. Zuvor hatte die zu diesem Zeitpunkt 15 Jahre alte Tochter des Paars über Twitter Kritik am geplanten Auftritt der Mutter beim Parteitag der Republikanischen Partei geübt. Sie schrieb von Egoismus und davon, dass ihre Mutter über Jahre gesehen habe, wie ihre Kinder litten.
Im Dezember 2020 wurde Conway von Donald Trump zu einem Aufsichtsratsmitglied der United States Air Force Academy ernannt.

## Kritik

### „Alternative Fakten“
Im Januar 2017 erklärte Conway in der Sendung Meet the Press im Zusammenhang mit der Diskussion zu den Zuschauerzahlen bei Trumps Amtseinführung, was ihr Gesprächspartner Chuck Todd als Unwahrheit („falsehood“) bezeichne, seien nur „Alternative Fakten“ („alternative facts“) gewesen, auf die Pressesprecher Sean Spicer hingewiesen habe. Dafür wurde sie heftig kritisiert. Ein Blogbeitrag auf der konservativen Zeitschrift American Thinker dagegen nahm sie in Schutz, da der Ausdruck alternative facts im Rechtswesen üblich sei. Andererseits berichtete der britische Guardian, dass eine Suche nach diesem Ausdruck in mehreren juristischen Datenbanken erfolglos geblieben war.

### Bowling-Green-„Massaker“
Am 2. Februar 2017 rechtfertigte Conway in einem Interview mit Chris Matthews beim Nachrichtensender MSNBC die von Trump erlassene Executive Order 13769, durch die Menschen aus sieben muslimisch geprägten Ländern in Nordafrika und dem Nahen Osten die Einreise in die Vereinigten Staaten verweigert wurde, mit dem angeblichen „Bowling-Green-Massaker“, das 2011 zwei Iraker durchgeführt haben sollen. Tatsächlich hat es gar nicht stattgefunden. Zwar wurden 2011 in Bowling Green zwei Iraker, Mohanad Shareef Hammadi und Waad Ramadan Alwan, festgenommen und 2013 wegen „umfangreicher terroristischer Aktivitäten gegen US-Soldaten im Irak“ zu Haftstrafen von 40 Jahren und lebenslänglich verurteilt. Diese Aktivitäten bestanden aus dem Versuch, Geld und Waffen an al-Qaida im Irak zu senden, die dort dann gegen US-Soldaten eingesetzt werden sollten. Ein Terroranschlag in Bowling Green wurde aber weder verübt noch geplant. Zudem handelte es sich bei diesem Vorgang um eine Sting-Operation des FBI.
Das Interview führte zu starker Kritik. So verzeichnete etwa Twitter rund 363.000 Tweets mit dem Hashtag „Bowling Green Massacre“. Conway erklärte am Morgen nach dem Interview, dass ihr ein Versprecher unterlaufen sei. Sie sagte, sie hätte besser von [Bowling Green] „terrorists“ und „plot“ (Verschwörung) sprechen sollen. Tatsächlich verwendete Conway die „Massaker“-Formulierung aber noch in zwei weiteren Interviews.

### Kommerzielle Werbung
Im Februar 2017 zog Conway erneut öffentliche Kritik auf sich, nachdem sie in einem Interview mit Fox News dazu aufgefordert hatte, Produkte aus der Modelinie von Trumps Tochter Ivanka Trump zu kaufen: „Los, kaufen Sie Ivankas Zeug. […] Ich mach jetzt mal kostenlos Werbung: Kaufen Sie alle es noch heute, Sie finden es im Internet.“ Von Kritikern wurde Conways Verhalten als unethische Verquickung von kommerziellen Interessen und politischer Macht bzw. als Lehrbuchbeispiel für Missbrauch einer Regierungsfunktion bezeichnet. Pressesprecher Sean Spicer erklärte, Conway sei deswegen „ein Rat erteilt“ worden.

### Sonstiges
Die beiden Moderatoren der MSNBC-Show Morning Joe teilten Mitte Februar 2017 mit, Conway künftig nicht mehr in ihre Sendung einzuladen. Zur Begründung sagte Moderatorin Brzezinski, jedes Mal, wenn sie Conway im Fernsehen gesehen habe, sei etwas verschoben, unangebracht oder falsch gewesen.

## Politische Positionen
Conway sieht sich als Generation-X-Konservative.
Conway lehnt Abtreibung ab. 1996 äußerte sie: „Wir sind für das Leben. Der Fötus hat uns besiegt. Wir sind mit Ultraschallbildern aufgewachsen. Wir wissen, was Leben ist, wenn wir es sehen.“ 2017 trat sie als Rednerin auf dem March for Life auf, einer Protestveranstaltung gegen Abtreibung und die Roe-v.-Wade-Entscheidung des Obersten Bundesgerichts.
2014 gab sie mit anderen eine Denkschrift für die Amnesty-nahe Gruppe FWD.us heraus, in der sie Möglichkeiten zur Einbürgerung illegaler Einwanderer in den USA befürwortete.

## Privates
Conway ist noch mit dem Anwalt George T. Conway III verheiratet und hat vier Kinder. Ihr Ehemann gilt als erbitterter Kritiker von Donald Trump und stellte dessen geistigen Zustand mehrfach in Frage. Trump bezeichnete ihn hingegen als „Ehemann aus der Hölle“. Im März 2023 gaben George und Kellyanne Conway bekannt,  dass sie sich nach 22 Jahren getrennt haben.
Am 2. Oktober 2020 wurde Conway positiv auf das Covid-19-Virus getestet, am selben Tag wie Donald und Melania Trump. Sie hatte in der Woche zuvor bei einer Veranstaltung im Rosengarten des Weißen Hauses direkt hinter Melania Trump gesessen. Bei der Veranstaltung war
Amy Coney Barrett als Richterkandidatin des Präsidenten für das Oberste Gericht der USA vorgestellt worden. Viele Gäste trugen keine Masken und hielten keinen Abstand zu anderen Teilnehmern, auch Conway nicht.

## Schriften
- Here’s the Deal: A Memoir. Simon & Schuster, New York 2022, ISBN 978-1-9821-8734-7.
- mit Celinda C. Lake, Catherine Whitney: What Women Really Want. How American Women Are Quietly Erasing Political, Racial, Class, and Religious Lines to Change the Way We Live. Free Press/Simon & Schuster, New York 2005, ISBN 0-7432-7382-6.